# Dicranota rostrata
Dicranota rostrata är en tvåvingeart som beskrevs av Mendl 1987. Dicranota rostrata ingår i släktet Dicranota och familjen hårögonharkrankar. Inga underarter finns listade i Catalogue of Life.